# Roman Knap
Roman Knap (* 23. května 1975) je český manažer, od června 2018 do února 2023 generální ředitel státního podniku Česká pošta.

## Život
Vystudoval obor podniková ekonomika na Vysoké škole ekonomické v Praze (získal titul Ing.). Pracoval na obchodních pozicích ve společnostech Oracle nebo KPMG Consulting. Od roku 2008 působil v softwarové firmě SAP, kde byl například manažerem partnerské sítě pro střední a východní Evropu a v letech 2012 až 2014 vedl SAP Slovensko. Od ledna 2014 byl generálním ředitelem softwarové firmy SAP Česká republika, v lednu 2018 byl jmenován rovněž ředitelem slovenské pobočky.
V dubnu 2018 vyhrál výběrové řízení na post generálního ředitele státního podniku Česká pošta, které vypsalo Ministerstvo vnitra ČR (přihlásilo se do něj 19 lidí; 13 z nich splnilo podmínky a zúčastnilo se ústního pohovoru). Funkce se ujal dne 18. června 2018.
Už jako ředitel České pošty se Roman Knap po volbách 2021 sešel s podnikatelem Michalem Redlem, který je napojen prokazatelně na organizovaný zločin. Redl je blízký spolupracovník mezinárodně stíhaného mafiána Radovana Krejčíře, přičemž odsouzení v jeho kauze unikl jenom kvůli posudku o psychické nesvéprávnosti a podle oznámení Policie ČR stál v čele tzv. Hlubučkova gangu. V pořadu České televize Otázky Václava Moravce prohlásil 19. 6. 2022 ministr vnitra, Knapův přímý nadřízený, že Knapa co nejdříve z jeho funkce odvolá. O den později Knap oznámil, že se s ministrem vnitra Rakušanem dohodl na konci ve funkci ředitele České pošty ke konci září téže roku. Nicméně se nakonec s ministrem vnitra ČR Vítem Rakušanem dohodl, že ve funkci zůstane, dokud nebude ukončeno výběrové řízení na nového ředitele. Uzávěrka přihlášek proběhla v polovině listopadu 2022, sám Knap se do výběrového řízení přihlásil. Z výběrového řízení nový šéf nevzešel. Knap se následně s ministrem Rakušanem dohodl, že ve funkci skončí ke konci února 2023. Od března 2023 Českou poštu, s.p. vede Miroslav Štěpán.
Žije v obci Dobřejovice v okrese Praha-východ. Ve volném čase rád běhá, jezdí na kole, hraje golf, boxuje a vaří. Je nestraník.